# 2010 au Liban
Chronologie du Liban
- 2006
- 2007
- 2008
- 2009
- 2010
- 2011
- 2012
- 2013
- 2014

Cet article présente les faits marquants de l'année 2010 au Liban ou concernant ce pays.

## Évènements
- Le Liban participe aux Jeux olympiques d'hiver de 2010, qui ont eu lieu à Vancouver au Canada. Il a été représenté par trois athlètes.
- 25 janvier :  Vol Ethiopian Airlines 409. A 00 h 14 UTC, le Boeing 737-800 effectuant le vol Ethiopian Airlines 409, un vol international régulier entre l'aéroport international de Beyrouth - Rafic Hariri, au Liban, et l'aéroport international de Bole, en Éthiopie, s'écrase en mer Méditerranée, à 3,5 km au large de Nehmé (en), peu de temps après avoir décollé de Beyrouth. Les 90 passagers et membres d'équipage se trouvant à bord ont tous péri dans le crash.

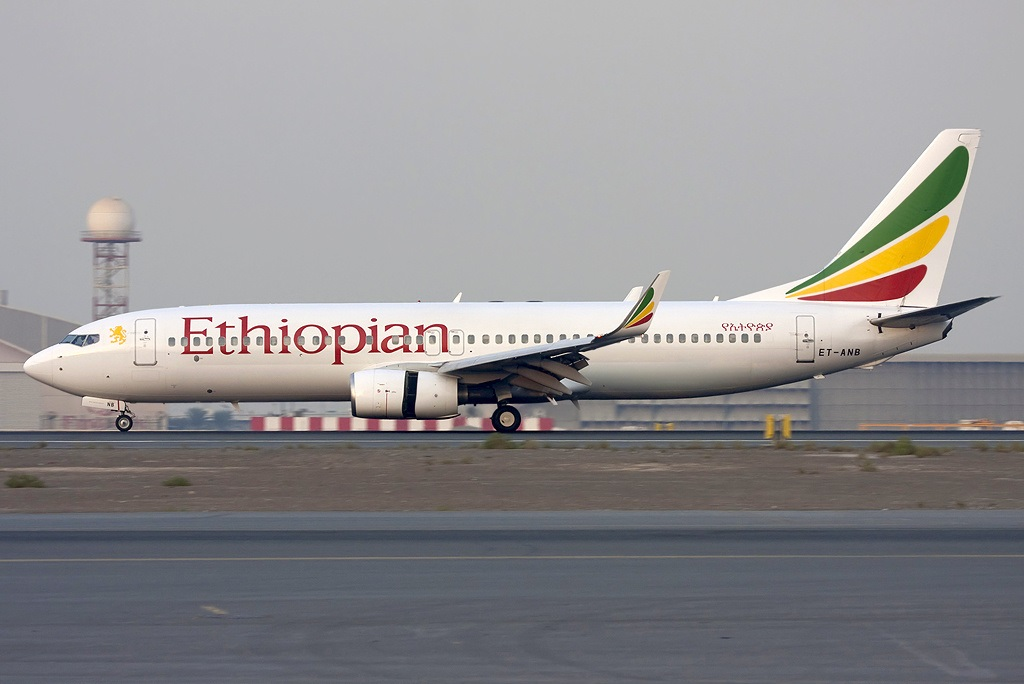
ET-ANB, le Boeing 737-800 impliqué, ici à l'aéroport international de Dubaï en novembre 2009, deux mois avant l'accident.

- 6 au 19 février : championnat d'Asie masculin de handball 2010, quatorzième édition du compétition. Il est organisé à Beyrouth. Il sert également de tournoi qualificatif au Championnat du monde 2011 qui se déroule en Suède.

Les trois premiers de ce championnat d'Asie se qualifient pour ce championnat du monde.
- 30 août : résolution 1937 du Conseil de sécurité des Nations unies. Résolution adoptée à la suite du récent affrontement frontalier israélo-libanais de 2010. Demandée par le gouvernement libanais, elle est adoptée à l'unanimité le 30 août 2010. Elle prolonge le mandat de la Force intérimaire des Nations unies au Liban (FINUL) pendant encore douze mois, jusqu'au 31 août 2011, et appelle toutes les parties à respecter la Ligne bleue[1].